# Pronous nigripes
Pronous nigripes là một loài nhện trong họ Araneidae.
Loài này thuộc chi Pronous. Pronous nigripes được Lodovico di Caporiacco miêu tả năm 1947.